# Gothaer Hauptrezess
Der Gothaer Hauptrezess beschreibt die Teilung des Herzogtums Sachsen-Gotha durch die Nachkommen von Herzog Ernst I., dem Frommen. Sie ist eine von mehreren Teilungen der ernestinischen Herzogtümer in Thüringen.

## Geschichte
Herzog Ernst I. verfügte testamentarisch, dass alle seine überlebenden Söhne Erben seiner Ländereien seien sollen, diese durch sie gemeinschaftlich besessen und regiert werden sollten. Eine Regelung zur Primogenitur gab es im Herzogtum Sachsen zu diesem Zeitpunkt nicht. Der älteste Sohn sollte, nach dem Willen Ernst I., als „Regierender“ dem Landesdirektorium der Verwaltung vorstehen. Am 24. Februar 1680 kam es, entgegen der testamentarischen Verfügung, zu einer förmlichen Aufteilung des Herzogtums durch einen Erbteilungsvertrag.

## Aufteilung des Herzogtums
Das Herzogtum wurde wie folgt aufgeteilt:
1. Friedrich I. (1646–1691) erhielt das verkleinerte Sachsen-Gotha-Altenburg und setzte das Haus Sachsen-Gotha-Altenburg fort (erloschen 1825)
2. Albrecht (1648–1699) erhielt Sachsen-Coburg
3. Bernhard I. (1649–1706) erhielt Sachsen-Meiningen und begründete das Haus Sachsen-Meiningen
4. Heinrich (1650–1710) erhielt Sachsen-Römhild
5. Christian (1653–1707) erhielt Sachsen-Eisenberg
6. Ernst (1655–1715) erhielt Sachsen-Hildburghausen und begründete das Haus Sachsen-Hildburghausen, nachmals Sachsen-Altenburg (erloschen 1991)
7. Johann Ernst (1658–1729) erhielt Sachsen-Saalfeld und begründete das Haus Sachsen-Coburg-Saalfeld, nachmals Sachsen-Coburg und Gotha

## Folgen der Aufteilung und Gothaer Nexus
Die Fürstentümer Sachsen-Coburg, Sachsen-Eisenberg und Sachsen-Römhild starben mit ihren Begründern wieder aus und die nun herrenlosen Landesteile wurden unter den anderen Linien aufgeteilt.
Mit dem Tod von Albrecht von Sachsen-Coburg begann ein Erbschaftsstreit unter den Gothaischen Ernestinern, welcher von 1699 bis 1735 andauerte. Im Grunde ging es bei den Erbstreitigkeiten um den ‚Nexus gothanus‘. Während die vier älteren Brüder eine eigene Landeshoheit besaßen, war diese den jüngeren Linien vorenthalten. Daraus folgte für die jüngeren Linien eine Abhängigkeit von der Gothaer Linie in Militär- und Gerichtshoheit sowie in der Steuererhebung im sogenannten Gothaer Nexus. Die Entlassung aus dem Nexus gelang Hildburghausen 1702 und den Erben von Coburg 1717.
Friedrich I. führte in seinem Herrschaftsbereich als Folge die Primogenitur in seinem Herzogtum ein, um weitere Aufteilungen zu verhindern.